# Томас, Лэнс
Лэнс То́мас (англ. Lance Thomas; родился 24 апреля 1988 года в Бруклине, Нью-Йорк, США) — американский профессиональный баскетболист, в последнее время выступавший за клуб Национальной баскетбольной ассоциации «Бруклин Нетс». Играет на позиции лёгкого и тяжёлого форварда. Выставлял кандидатуру на драфт НБА 2010 года, однако не был выбран ни одной из команд. На студенческом уровне Томас выступал за команду «Дьюк Блю Девилз», в составе которой стал чемпионом NCAA в 2010 году. Часть сезона 2010/11 и 2011/12 годов провёл в Лиге развития НБА.

## Школа и колледж
Томас учился в школе Скотч Плэйнс-Фэнвуд (Нью-Джерси). По итогам выступлений привлёк внимание многих колледжей, включая Рутгерс, Уэйк Форест, Коннектикут, Аризону и Джорджия-Тек. В итоге Томас выбрал Дьюк. Тренером школьной команды был Дэнни Хёрли, бывший разыгрывающий Сетон Холла, (брат бывшего разыгрывающего «Дьюка» Бобби Хёрли). Томас играл в подготовительной школе Ньюарк Сант-Бенедикс, в составе которой дважды становился чемпионом Дивизиона А штата Нью-Джерси. В среднем за игру Томас набирал 14,5 очка и совершал 6,5 подборов. В 2006 году попал в сборную McDonald’s All-America, в составе которой набрал 9 очков и отметился двумя перехватами.
В первом сезоне за «Дьюк» Томас набирал в среднем 4 очка и совершал 2,5 подбора. Во втором сезоне показатели немного улучшились и составили 4,3 очка и 3,3 подбора. 28 ноября 2008 года в матче против Дюкена набрал наибольшее количество очков в карьере — 21.
В сезоне 2009/10 вместе с Йоном Шейером являлся капитаном команды. В январе 2010 года в матче против Северной Каролины совершил наибольшее количество подборов в метче — 12.

Дьюк выиграл чемпионат среди колледжей, обыграв колледж Батлер, в составе которого выступал Гордон Хэйуорд, со счётом 61-59. В этом матче Томас провёл на площадке 35 минут и забил три из пяти бросков с игры. После матча он отметил: 
Последние тридцать секунд показались десятью минутами. Когда я выпустил мяч, на меня посыпались конфетти. Когда я на них оглянулся, то понял, что нахожусь на полу. Йон схватил меня за плечо. Я был потрясён — и было от чего — мы стали чемпионами!

По итогам выступлений за колледж, Томас занял десятую строчку в списке лучших игроков Дьюка за все времена по количеству подборов в нападении (255). В сезоне 2009-10 он в среднем набирал 4,8 очка и совершал 4,9 подбора за 25,3 минуты на площадке. Также Томас попал в символическую сборную защиты в своей конференции.
В сентябре 2012 года Томас подал иск против ювелирной компании в Нью-Йорке, обвинившей игрока в просрочке платежей по инвойсу. В свою очередь, историей заинтересовалась NCAA, которая предположила, что игрок незаконно получил доход. Томас вскоре прояснил ситуацию и расследование было прекращено.

## Профессиональная карьера
В Лиге развития НБА Томас был выбран командой «Остин Торос». Сезон 2011/12 начал в составе «Нью-Орлеан Хорнетс», однако 31 декабря 2011 года был отчислен и вернулся в «Торос». Через месяц «Хорнетс» переподписали игрока. 9 марта 2012 года Томас набрал максимум в карьере — 18 очков. 24 марта впервые вышел в стартовой пятерке против «Сан-Антонио Спёрс», набрал 8 очков, совершил 4 подбора и два блок-шота.

## Статистика

### Статистика в НБА
| Сезон                                                                                    | Команда       | Регулярный сезон | Регулярный сезон | Регулярный сезон | Регулярный сезон | Регулярный сезон | Регулярный сезон | Регулярный сезон | Регулярный сезон | Регулярный сезон | Регулярный сезон | Регулярный сезон | Серия плей-офф | Серия плей-офф | Серия плей-офф | Серия плей-офф | Серия плей-офф | Серия плей-офф | Серия плей-офф | Серия плей-офф | Серия плей-офф | Серия плей-офф | Серия плей-офф |
| Сезон                                                                                    | Команда       | GP               | GS               | MPG              | FG%              | 3P%              | FT%              | RPG              | APG              | SPG              | BPG              | PPG              | GP             | GS             | MPG            | FG%            | 3P%            | FT%            | RPG            | APG            | SPG            | BPG            | PPG            |
| ---------------------------------------------------------------------------------------- | ------------- | ---------------- | ---------------- | ---------------- | ---------------- | ---------------- | ---------------- | ---------------- | ---------------- | ---------------- | ---------------- | ---------------- | -------------- | -------------- | -------------- | -------------- | -------------- | -------------- | -------------- | -------------- | -------------- | -------------- | -------------- |
| 2011/12                                                                                  | Нью-Орлеан    | 42               | 10               | 15,0             | 45,2             | 0,0              | 83,9             | 3,0              | 0,3              | 0,2              | 0,2              | 4,0              | Не участвовал  | Не участвовал  | Не участвовал  | Не участвовал  | Не участвовал  | Не участвовал  | Не участвовал  | Не участвовал  | Не участвовал  | Не участвовал  | Не участвовал  |
| 2012/13                                                                                  | Нью-Орлеан    | 59               | 9                | 11,0             | 50,0             | 0,0              | 72,9             | 1,9              | 0,3              | 0,2              | 0,1              | 2,5              | Не участвовал  | Не участвовал  | Не участвовал  | Не участвовал  | Не участвовал  | Не участвовал  | Не участвовал  | Не участвовал  | Не участвовал  | Не участвовал  | Не участвовал  |
| 2013/14                                                                                  | Нью-Орлеан    | 5                | 0                | 8,4              | 22,2             | 0,0              | 50,0             | 1,4              | 0,6              | 0,0              | 0,0              | 1,2              | Не участвовал  | Не участвовал  | Не участвовал  | Не участвовал  | Не участвовал  | Не участвовал  | Не участвовал  | Не участвовал  | Не участвовал  | Не участвовал  | Не участвовал  |
| 2014/15                                                                                  | Оклахома-Сити | 22               | 13               | 20,5             | 35,7             | 0,0              | 69,7             | 3,4              | 0,9              | 0,5              | 0,0              | 5,1              | Не участвовал  | Не участвовал  | Не участвовал  | Не участвовал  | Не участвовал  | Не участвовал  | Не участвовал  | Не участвовал  | Не участвовал  | Не участвовал  | Не участвовал  |
| 2014/15                                                                                  | Нью-Йорк      | 40               | 24               | 26,0             | 43,4             | 33,3             | 74,2             | 3,0              | 1,2              | 0,7              | 0,2              | 8,3              | Не участвовал  | Не участвовал  | Не участвовал  | Не участвовал  | Не участвовал  | Не участвовал  | Не участвовал  | Не участвовал  | Не участвовал  | Не участвовал  | Не участвовал  |
| 2015/16                                                                                  | Нью-Йорк      | 59               | 5                | 22,3             | 44,2             | 40,4             | 85,7             | 2,2              | 0,9              | 0,4              | 0,1              | 8,2              | Не участвовал  | Не участвовал  | Не участвовал  | Не участвовал  | Не участвовал  | Не участвовал  | Не участвовал  | Не участвовал  | Не участвовал  | Не участвовал  | Не участвовал  |
| 2016/17                                                                                  | Нью-Йорк      | 46               | 15               | 21,0             | 39,8             | 44,7             | 84,3             | 3,1              | 0,8              | 0,5              | 0,1              | 6,0              | Не участвовал  | Не участвовал  | Не участвовал  | Не участвовал  | Не участвовал  | Не участвовал  | Не участвовал  | Не участвовал  | Не участвовал  | Не участвовал  | Не участвовал  |
| 2017/18                                                                                  | Нью-Йорк      | 73               | 31               | 18,5             | 38,2             | 40,3             | 83,0             | 2,4              | 0,6              | 0,4              | 0,2              | 4,1              | Не участвовал  | Не участвовал  | Не участвовал  | Не участвовал  | Не участвовал  | Не участвовал  | Не участвовал  | Не участвовал  | Не участвовал  | Не участвовал  | Не участвовал  |
| 2018/19                                                                                  | Нью-Йорк      | 46               | 17               | 17,0             | 39,6             | 27,8             | 75,0             | 2,5              | 0,6              | 0,4              | 0,2              | 4,5              | Не участвовал  | Не участвовал  | Не участвовал  | Не участвовал  | Не участвовал  | Не участвовал  | Не участвовал  | Не участвовал  | Не участвовал  | Не участвовал  | Не участвовал  |
| 2019/20                                                                                  | Бруклин       | 7                | 4                | 14,0             | 34,8             | 30,8             | 100,0            | 1,9              | 0,9              | 0,0              | 0,0              | 3,4              | 3              | 0              | 5,7            | 20,0           | 0,0            | 50,0           | 1,0            | 0,0            | 0,0            | 0,3            | 1,3            |
|                                                                                          | Всего         | 399              | 128              | 18,4             | 41,6             | 38,1             | 79,9             | 2,6              | 0,7              | 0,4              | 0,1              | 5,1              | 3              | 0              | 5,7            | 20,0           | 0,0            | 50,0           | 1,0            | 0,0            | 0,0            | 0,3            | 1,3            |
| Наведите курсор мыши на аббревиатуры в заголовке таблицы, чтобы прочесть их расшифровку. |               |                  |                  |                  |                  |                  |                  |                  |                  |                  |                  |                  |                |                |                |                |                |                |                |                |                |                |                |

### Статистика в Д-Лиге
| Сезон                                                                                    | Команда     | Регулярный сезон | Регулярный сезон | Регулярный сезон | Регулярный сезон | Регулярный сезон | Регулярный сезон | Регулярный сезон | Регулярный сезон | Регулярный сезон | Регулярный сезон | Регулярный сезон | Серия плей-офф | Серия плей-офф | Серия плей-офф | Серия плей-офф | Серия плей-офф | Серия плей-офф | Серия плей-офф | Серия плей-офф | Серия плей-офф | Серия плей-офф | Серия плей-офф |
| Сезон                                                                                    | Команда     | GP               | GS               | MPG              | FG%              | 3P%              | FT%              | RPG              | APG              | SPG              | BPG              | PPG              | GP             | GS             | MPG            | FG%            | 3P%            | FT%            | RPG            | APG            | SPG            | BPG            | PPG            |
| ---------------------------------------------------------------------------------------- | ----------- | ---------------- | ---------------- | ---------------- | ---------------- | ---------------- | ---------------- | ---------------- | ---------------- | ---------------- | ---------------- | ---------------- | -------------- | -------------- | -------------- | -------------- | -------------- | -------------- | -------------- | -------------- | -------------- | -------------- | -------------- |
| 2010/11                                                                                  | Остин Торос | 46               | 46               | 29,8             | 50,0             | 8,3              | 70,3             | 5,5              | 1,1              | 0,7              | 0,3              | 12,6             | Не участвовал  | Не участвовал  | Не участвовал  | Не участвовал  | Не участвовал  | Не участвовал  | Не участвовал  | Не участвовал  | Не участвовал  | Не участвовал  | Не участвовал  |
| 2011/12                                                                                  | Остин Торос | 19               | 19               | 32,5             | 54,6             | 0,0              | 72,7             | 7,7              | 1,6              | 0,7              | 0,4              | 15,1             | Не участвовал  | Не участвовал  | Не участвовал  | Не участвовал  | Не участвовал  | Не участвовал  | Не участвовал  | Не участвовал  | Не участвовал  | Не участвовал  | Не участвовал  |
|                                                                                          | Всего       | 65               | 65               | 30,6             | 51,4             | 8,3              | 71,1             | 6,2              | 1,3              | 0,7              | 0,3              | 13,3             | Не участвовал  | Не участвовал  | Не участвовал  | Не участвовал  | Не участвовал  | Не участвовал  | Не участвовал  | Не участвовал  | Не участвовал  | Не участвовал  | Не участвовал  |
| Наведите курсор мыши на аббревиатуры в заголовке таблицы, чтобы прочесть их расшифровку. |             |                  |                  |                  |                  |                  |                  |                  |                  |                  |                  |                  |                |                |                |                |                |                |                |                |                |                |                |

### Статистика в колледже
| Сезон                                                                                   | Команда | GP  | GS  | MPG  | FG%  | 3P% | FT%  | RPG | APG | SPG | BPG | PPG |  |
| --------------------------------------------------------------------------------------- | ------- | --- | --- | ---- | ---- | --- | ---- | --- | --- | --- | --- | --- |  |
| 2006/07                                                                                 | Дьюк    | 31  | 18  | 14,9 | 56,8 | 0,0 | 59,3 | 2,5 | 0,0 | 0,5 | 0,1 | 4,0 |  |
| 2007/08                                                                                 | Дьюк    | 32  | 28  | 18,5 | 50,5 | 0,0 | 52,1 | 3,3 | 0,3 | 0,6 | 0,4 | 4,3 |  |
| 2008/09                                                                                 | Дьюк    | 36  | 15  | 19,1 | 62,6 | 0,0 | 55,3 | 3,7 | 0,5 | 0,5 | 0,3 | 5,4 |  |
| 2009/10                                                                                 | Дьюк    | 40  | 39  | 25,3 | 44,2 | 0,0 | 74,3 | 4,9 | 0,9 | 0,6 | 0,2 | 4,8 |  |
|                                                                                         | Всего   | 139 | 100 | 19,8 | 52,6 | 0,0 | 60,0 | 3,7 | 0,5 | 0,6 | 0,2 | 4,7 |  |
| Наведите курсор мыши на аббревиатуры в заголовке таблицы, чтобы прочесть их расшифровку |         |     |     |      |      |     |      |     |     |     |     |     |  |

### Статистика в других лигах
| Сезон                                                                                   | Команда          | Лига  | GP | GS | MPG  | FG%  | 3P% | FT%  | RPG  | APG | SPG | BPG | PPG  |  |
| 2013/14                                                                                 | Фошань Дралайонс | КБА   | 16 | 15 | 42,4 | 56,4 | 0,0 | 72,1 | 10,8 | 1,0 | 1,6 | 0,6 | 26,1 |  |
|                                                                                         |                  | Всего | 16 | 15 | 42,4 | 56,4 | 0,0 | 72,1 | 10,8 | 1,0 | 1,6 | 0,6 | 26,1 |  |
| Наведите курсор мыши на аббревиатуры в заголовке таблицы, чтобы прочесть их расшифровку |                  |       |    |    |      |      |     |      |      |     |     |     |      |  |

## Международная карьера
Томас выступал за сборную США до 18 лет на турнире ФИБА Америка и в её составе завоевал золотые медали. Однако, собственные результаты были не очень высокими — игрок редко выходил на площадку и в среднем набирал 0,5 очка и совершал один подбор. В 2011 году на Панамериканских играх в составе сборной США завоевал бронзу.